# I Santo California
I santo California est un groupe de variété italien des années 1970, originaire de Campanie dans le sud de l’Italie.

## Historique
Le groupe a été fondé en 1974 lors de l'enregistrement de leur plus grand succès Tornerò. C’est avec cette chanson qu’ils acquirent une notoriété dans leur pays et parvinrent à peu près à vendre 11 millions d’exemplaires de ce titre. Celui-ci fut par la suite exporté à travers le monde (n°1 en Italie, n°2 en Allemagne). Il a été adapté en de nombreuses langues : en français (Mireille Mathieu) « Apprends-moi », en anglais (Amanda Lear, Tom Jones) sous le titre de « I’ll miss you », en néerlandais (Arne Jansen), en allemand Wart auf mich (Michael Holm) et le célèbre trompettiste Nini Rosso en a fait une version instrumentale.
En dépit de la notoriété acquise à travers le monde, le groupe sera snobé en Italie par la suite et donc exclu des principaux shows télévisés. En 1977, ils prirent part en tant que concurrents au prestigieux Festival de Sanremo avec la chanson "Monica", qui réussit à atteindre la troisième place du palmarès.

## Membres du groupe
- Pietro Barbella (voix et claviers)
- Gianni Galizia (guitare)
- Donato Farina (batterie)
- Domenico Ajello (basse)
- Massimo Caso (seconde guitare)

## Discographie
- 1974 : Se Davvero Mi Vuoi Bene... Tornerò (Yep Record (it))
- 1975 : Tornerò (Philips)
- 1975 : Un Angelo (Yep Record)
- 1976 : Hits in the World (Yep Record)
- 1979 : Venus Serenade (Yep Record)
- 1980 : Ti Perdono Amore Mio (Yep Record)
- 1991 : I Sant California... Tornerò
- 1996 : I Successi De... (D.V. More Record)